# Victorwithius monoplacophorus
Espèce
Victorwithius monoplacophorus est une espèce de pseudoscorpions de la famille des Withiidae.

## Distribution
Cette espèce se rencontre au Brésil, en Argentine et en Uruguay.

## Publication originale
- Feio, 1944 : Victorwithius monoplacophorus n. gen., n. sp. da subfamilia Withiinae Chamberlin, 1931 (Pseudoscorpiones: Cheliferidae). Boletim do Museu Nacional Rio de Janeiro, n.s. Zoologia, vol. 28, p. 1-7.